# Volga-Aviaexpress
La Volga-Aviaexpress o la VAE (in russo: АВИАКОМПАНИЯ «ВОЛГА-АВИАЭКСПРЕСС») conosciuta anche come l'AirVolga era una compagnia aerea russa con base tecnica all'Aeroporto di Volgograd-Goumrak, nell'Oblast' di Volgograd in Russia.

## Storia
La compagnia aerea VAE è stata creata sulla base della compagnia aerea sovietica Aeroflot-Volgograd nel 1992.

## Strategia
La Volga-Aviaexpress operava una flotta di aerei russi Yakovlev Yak-42, Yakovlev Yak-40, Tupolev Tu-134. La Volga-Aviaexpress aveva la base tecnica a Volgograd, nella parte europea della Russia e la maggior parte dei voli della compagnia erano effettuati nella Russia centrale e meridionale. La manutenzione degli aerei della compagnia era effettuata da 150 ingegneri dallo staff della VAE.
Nel 2007 in seguito del cambio delle azionisti la Volga-Aviaexpress ha cambiato il nome sul mercato diventando l'AirVolga. La nuova compagnia aerea si posizionava nel mercato dei voli nazionali e internazionali con l'acquisto di due aerei Canadian Regional Jet CRJ-200 e con l'ordinazione di due Boeing 737-500 per sostituire la flotta degli Tu-134 e degli Yak-42.
La nuova AirVolga prevedeva di operare voli diretti da Volgograd per Germania e Francia ed aumentare la sua flotta degli aerei con almeno altri 3 CRJ-200. Inoltre, la compagnia aerea russa prevedeva di rafforzare la rete dei voli di linea nazionali collegando l'Aeroporto di Volgograd con l'Aeroporto di Soči-Adler, con l'Aeroporto di Ufa, con l'Aeroporto di Nižnevartovsk e con l'Aeroporto di Surgut.
Dal 1º aprile 2010 tutti i voli dell'Air Volga ed anche gli aerei Canadian Regional Jet-200 sono passati alla compagnia aerea russa RusLine.
Il 21 dicembre 2010 la Volga-Aviaexpress è stata dichiarata bancarotta con l'invio della procedura di liquidazione del debito di 500 milioni di rubli russi.

## Flotta storica

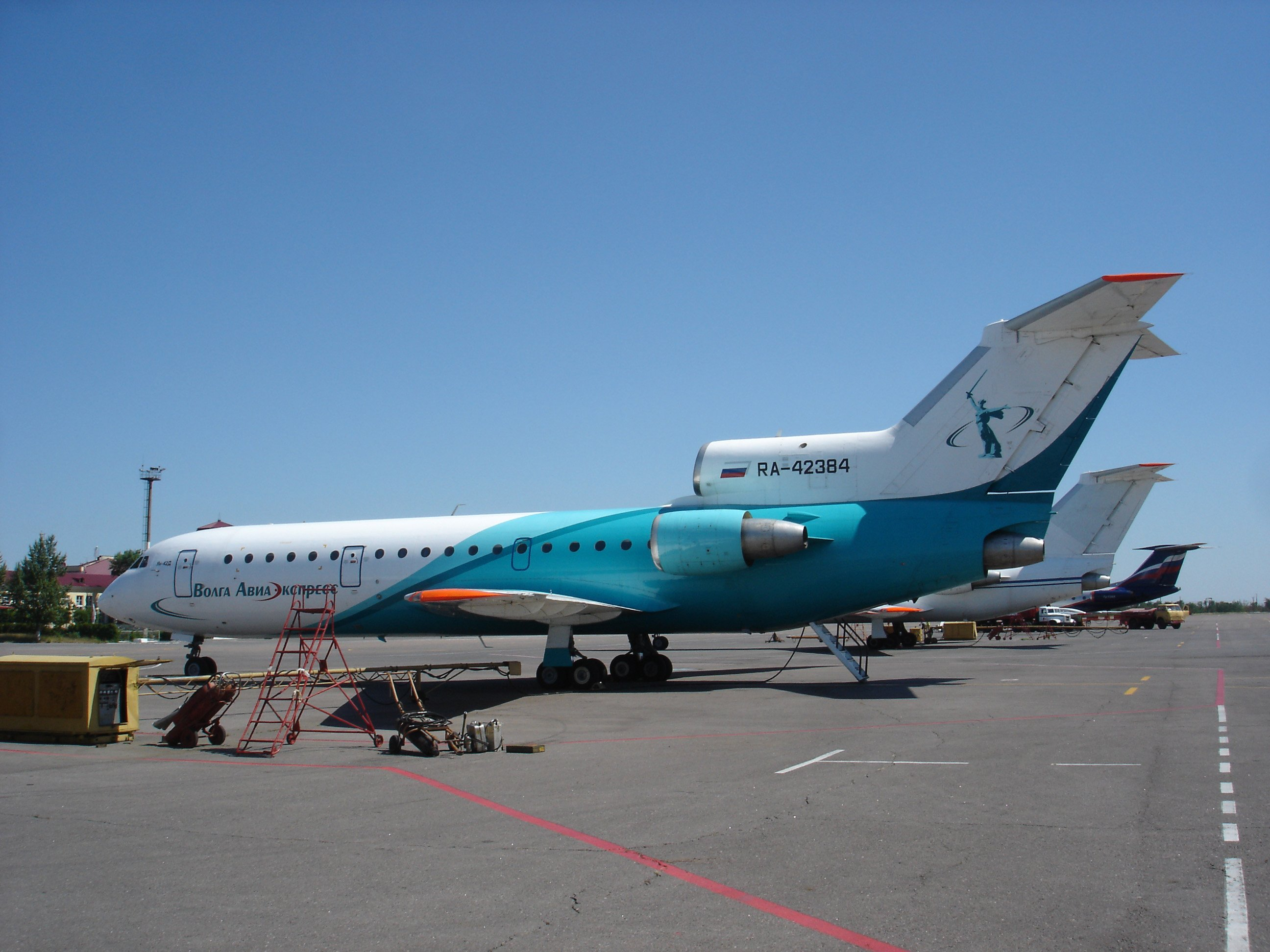
Yakovlev Yak-42D nella livrea della VAE all'aeroporto di Volgograd

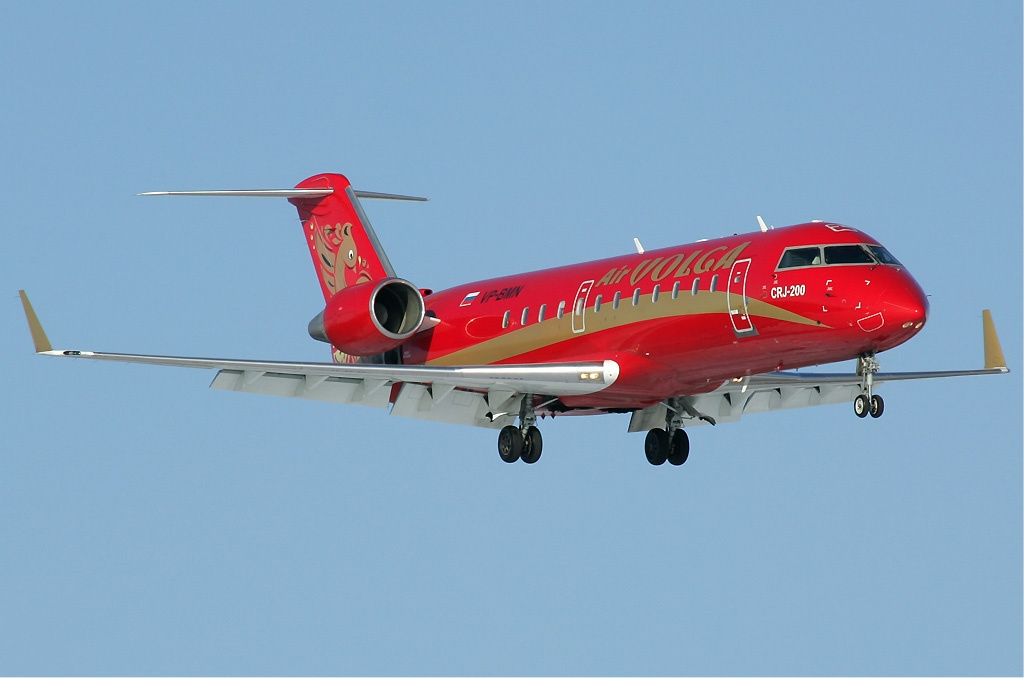
Canadian Regional Jet-200 nella livrea dell'AirVolga.

Corto raggio
- Tupolev Tu-134A-3
- Yakovlev Yak-40
- Yakovlev Yak-42D
- Canadian Regional Jet-200

## Incidenti
- Il 24 agosto 2004 il volo 1303 Mosca-Domodedovo - Volgograd operato con un Tupolev Tu-134 (RA-65080) della VAE è stato perso dai radar alle 22:56 (ora locale) mentre sorvolava l'Oblast' di Tula a 180 km a sud-est dalla capitale russa. 34 passeggeri e 9 membri d'equipaggio sono morti in seguito ad esplosione di una bomba al bordo. Gli esperti trovarono subito tra i resti dell'aereo le tracce dell'ciclotrimetilentrinitroammina.[2] Il 17 settembre 2004 un leader della guerriglia cecena Šamil' Basaev ha preso la responsabilità dell'atto terroristico nei cieli della Russia. ZAO East-Line Aviation Security che gestisce la sicurezza all'aeroporto di Mosca-Domodedovo è indagata in seguito alla richiesta dei 21 parenti delle vittime del volo 1303 che hanno chiesto circa €86.600 per ciascuna vittima nel volo esploso ad agosto del 2004. Due compagnie assicurative russe Ingosstrach and OAO Afes sono indagati per i danni ai terzi dalla Procura della Russia dopo il comportamento che ha portato alla sospensione del processo contro le parti coinvolti, le due compagnie aeree russe: la VAE di Volgograd e la S7 Airlines di Novosibirsk (nello stesso giorno è stato anche un secondo attentato ceceno sul volo 1047 Mosca-Domodedovo - Soči-Adler della S7 Airlines operato con un Tupolev Tu-154)[3].